# Camp de Salzgitter-Watenstedt-Leinde

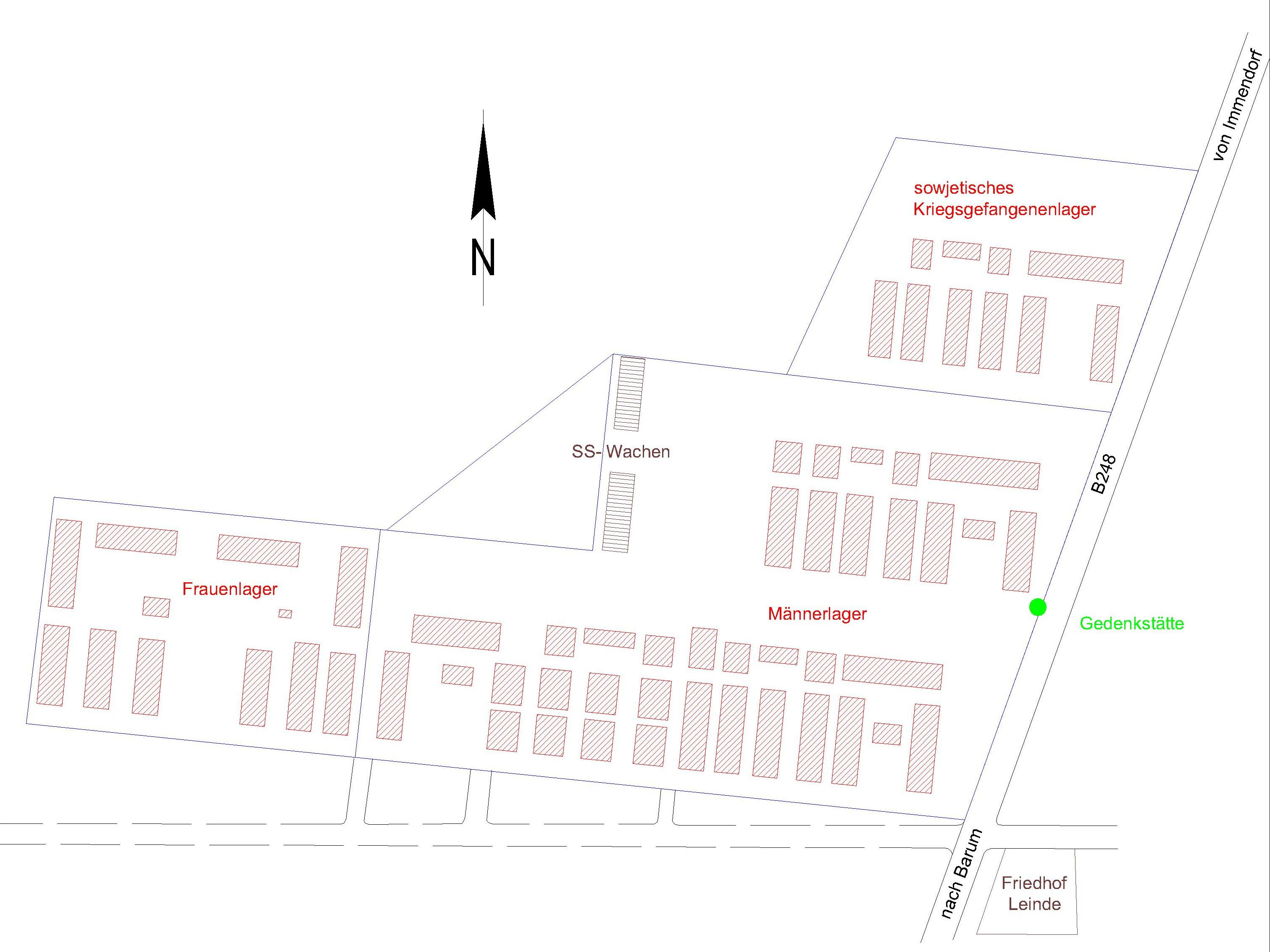
Plan du camp de Salzgitter-Wattenstedt.

Le camp de Salzgitter-Watenstedt-Leinde est une unité de travail forcé dépendant du camp de concentration de Neuengamme dont les détenus, hommes et femmes, sont mis à la disposition des aciéries de Leinde, au sud-est de Brunswick.

## Création

### Camp des hommes
En mai 1944, la SS investit des baraquements situés à deux kilomètres des aciéries de Brunswick, à Leinde, pour y installer un Kommando extérieur du camp de concentration de Neuengamme.
Un Kommando de travail venu de Salzgitter-Drütte prépare d’abord le site et l’entoure d’une clôture électrique, puis un effectif d’environ 2 000 détenus hommes y est envoyé.

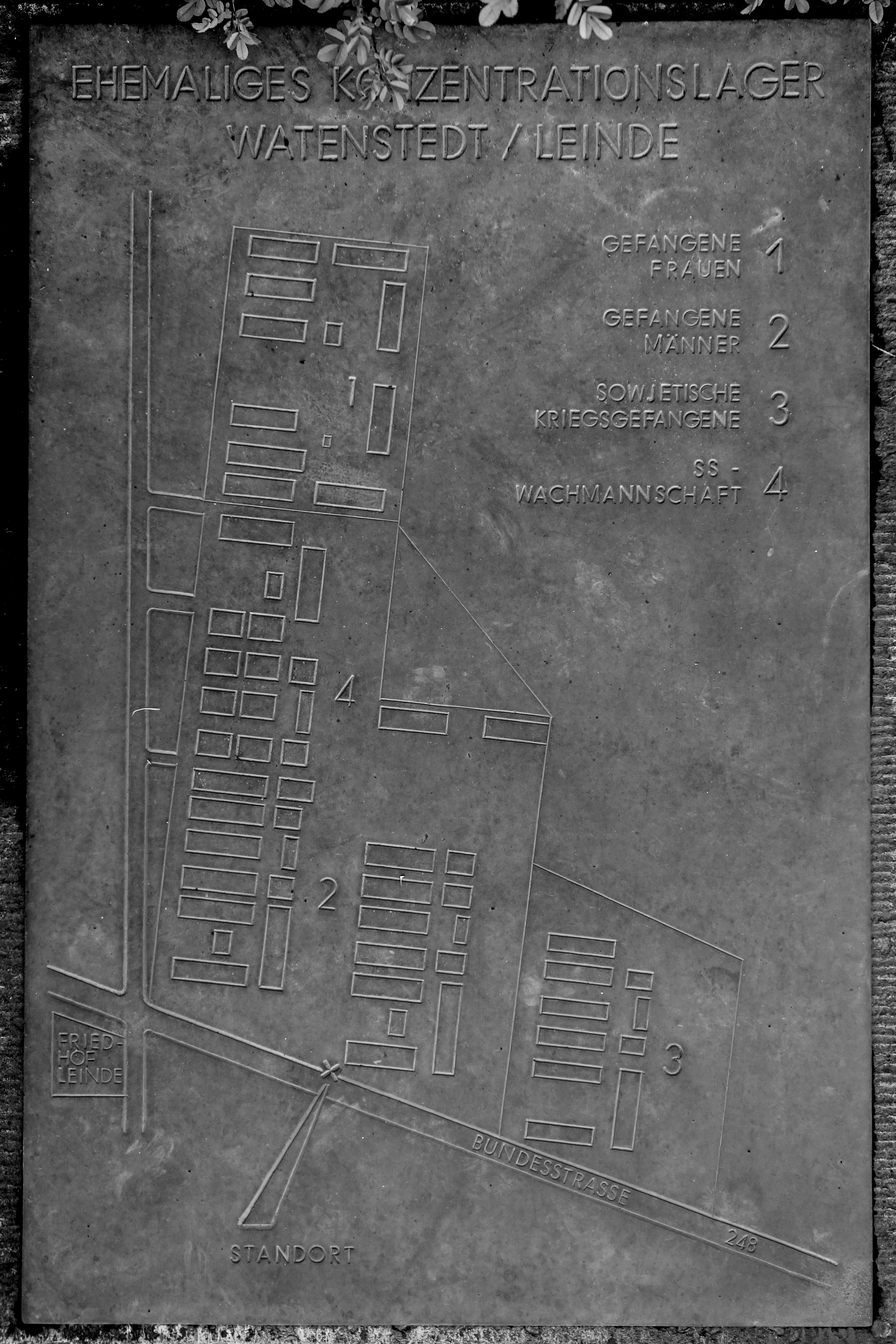
Plaque mémorielle sur le site du camp.

### Camp des femmes
En juillet 1944, une deuxième section est aménagée pour loger environ 800 femmes, qui arrivent en deux groupes depuis Ravensbrück. En février 1945, elles sont rejointes par plusieurs centaines de femmes juives malades arrivant du Kommando extérieur de Brunswick-Reitschule.

### Travail forcé
Les aciéries de Brunswick sont une entreprise fondée en 1940 par les usines du Reich « Hermann Göring », en coopération avec la Wehrmacht. Il s’agit d’une usine d’armement moderne et performante, fabriquant principalement des munitions.
Les détenus hommes sont affectés aux ateliers 16 et 17. Le travail y est  extrêmement pénible. Les femmes travaillent principalement à la production d’obus.

### Point de regroupement
Fin 1944, les kommandos extérieurs Brunswick-Schillstraße (Büssing-NAG) et Brunswick (SS Reitschule) envoient à Watenstedt-Leinde les détenus inaptes au travail. Lors de l’évacuation des Kommandos extérieurs au début de l’année 1945, des détenus qui travaillaient dans les environs sont également envoyés au camp de Watenstedt-Leinde.

## Evacuation

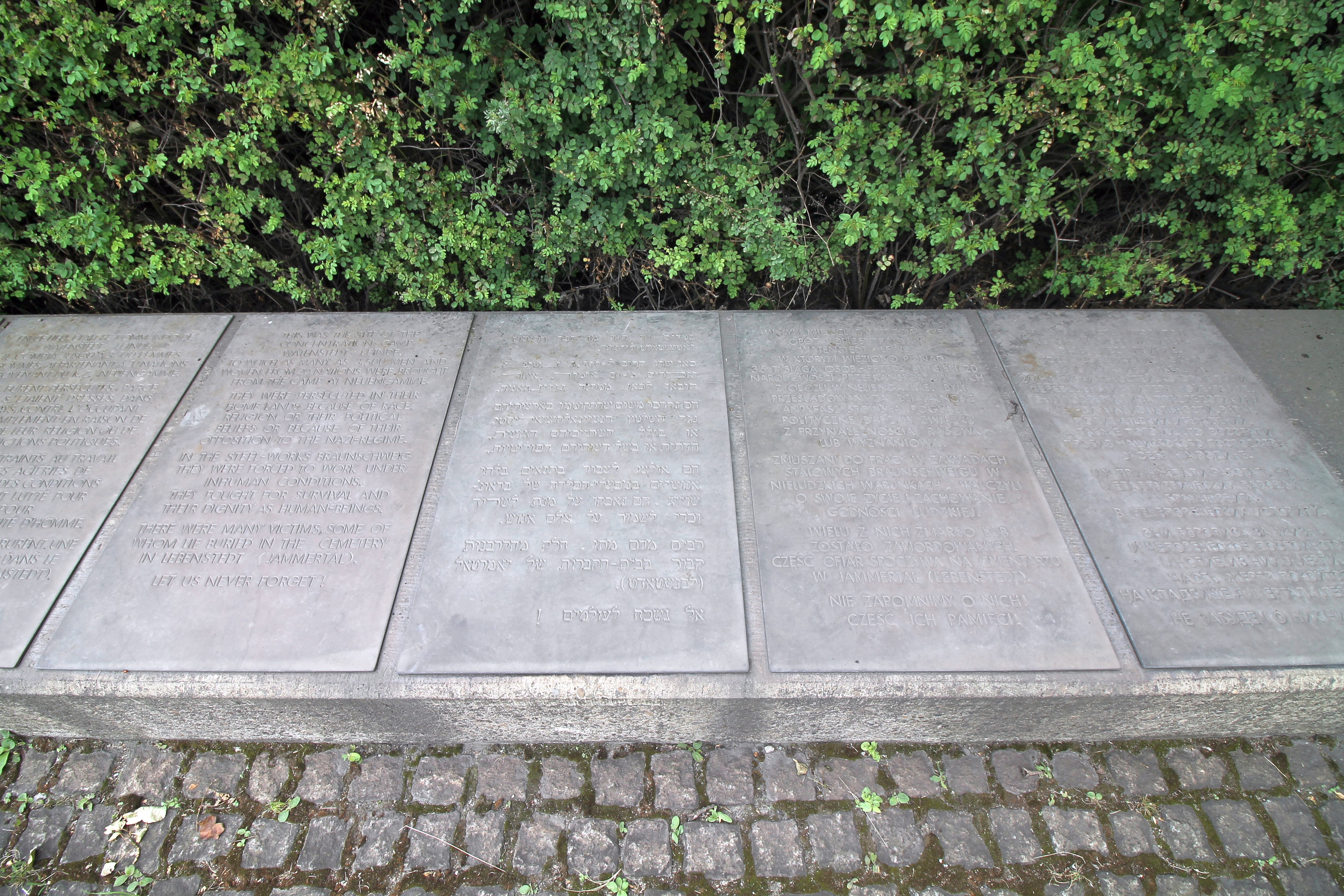
Mémorial aux victimes du camp.

Le 7 avril 1945, les SS commencent à évacuer le camp, qui héberge alors plus de cinq mille détenus : hommes et femmes sont évacués dans des wagons de marchandises bondés. Le 14 avril, quand le convoi arrivent à Ravensbrück, beaucoup de déportés n’ont pas survécu. Les survivants déclarés « aptes à la marche » sont emmenés à pied quelques jours plus tard vers l’ouest. Ceux qui atteignent Wöbbelin sont libérés, le 2 mai, par les troupes américaines. D’autres sont libérés dans la région de Malchow,.

## Site de mémoire
En 1991, une stèle commémorative est érigée au bord de la route nationale B 248,.